# 逃走星
逃走星（とうそうせい、英: a runaway star）とは、年齢の若い星であるにもかかわらず、天の川銀河の回転運動に比べて異常に大きな速度で宇宙空間を運動している天体のこと。何らかの理由で星団や連星系から弾き出されたものと考えられている。逃亡星、暴走星、走り去る星などとも呼ばれる。

## 概要
天体を高速運動させるメカニズムとして、以下の2つのシナリオが想定されている。
Binary-supernova scenario (BSS)
連星系において主星が超新星爆発を起こすことで、他の恒星が高速で星系から打ち出される。超新星爆発の衝撃波が伴星を通り過ぎる頃には主星の重力の影響はかなり減少し、伴星はそれまでの公転速度（30 - 150 km/s) に匹敵する速度で放り出される。
Dynamical ejection scenario (DES)
密集した星団内にある2つの近接連星系が互いに接近して重力相互作用し合った結果、1個または複数の恒星が星系の外に弾き出される。このようなケースの場合、多くの場合は2つの逃走星と1つの近接連星系が残される。

## 実例
はと座μ星 (μ Col) とぎょしゃ座AE星 (AE Aur) は、ほぼ反対方向に約100km/sという高速で遠ざかっている。これらの恒星の動きを遡ると、M42内のオリオン座ι星 (ι Ori) の辺りで交錯するため、過去同じ星系にあった恒星が弾き出されたものと推定されている。その原因としては以下の、約250万年前に μ Colとι Ori Bの連星系とAE Aurとι Ori Aの連星系が互いに接近して重力相互作用し合った結果、μ Col とAE Aur が弾き出され、オリオン座ι星AとBが連星として現在の位置に残ったとする説が出されている。